# 何かが始まる音がする
何かが始まる音がする（なにかがはじまるおとがする）とは、TBSラジオの番組放送枠である。
放送時間は、火曜の17:50 - 18:00（2020年9月現在）。

## 概要
2020年1月1日より制定されたTBSラジオのタグラインを冠した、同局の若手ディレクターによる短期間の番組枠。番組開始時に、担当ディレクターによるコールが流れていた。
2021年春の改編で、これまで土曜夕方17:15-17:30に放送されていた『見事なお仕事』（出演：西田善太）が火曜夕方17:50-18:00に変更されたため、事実上当番組枠は消滅した。

## 放送番組
括弧内は出演者、放送日、放送期間。出演者はすべてTBSテレビアナウンサー。

### 過去
- 『エレベーターが来るまで』（田村真子、火曜、2020年3月31日 - 4月21日）

TBSラジオのあるTBS放送センター9階のエレベーターホールにて、番組名の通り「エレベーターが来るまで」インタビューを試みる番組。
- 『TBSラジオ 採用試験攻略番組「エントリーシート読み上げます!」』（渡部峻、2020年4月1日 - 5月27日、4月22日までは水曜、4月28日以降は火・水曜とも）

TBSラジオの新卒採用と連動した番組。同局の過去の採用者のエントリーシートをそのまま読み上げ、応募者へのヒントとしている。
- 『レシート読み上げます!』（渡部峻：火曜、2020年6月2日 - 6月23日）
- 『BGMの「おこだわり」、教えてくれよ！』（渡部峻：水曜、2020年6月3日 - 6月24日。火曜、6月30日 - 8月25日）
- 『教えて先生!関節のお悩み相談』（山形純菜：火曜、2020年9月1日 - 12月29日）

当企画より担当ディレクターによるコールは省略。
- 『TBS知育教育ラジオ オヤノココロコシラジ』（蓮見孝之：火曜、2021年1月5日 - 3月23日）

2021年4月以降『アシタノカレッジ』の内包コーナーとして放送予定。